# Valentine Greatrakes
Valentine Greatrakes, aussi connu sous le nom de Valentin Greatrakes en français, surnommé de nos jours the Irish Stroker, était un guérisseur irlandais protestant, né le 14 février 1628 et mort le 28 novembre 1683 à Affane (comté de Waterford). Il était célèbre en Angleterre pour son prétendu don de guérison qui pouvait traiter n'importe quelle maladie par simple toucher, c'est-à-dire par magnétisme. La croyance en la pratique de la guérison par le toucher et la foi est issue du « toucher royal » pratiqué par les rois pour guérir les malades, et devient très répandue dans l'Angleterre et l'Irlande du XVIIe siècle.
Embrassant d'abord une carrière militaire, Valentine Greatrakes rapporta avoir eu une révélation divine sur ses dons de guérison par simple toucher en 1662. Il gagna rapidement en renommée jusqu'à attirer une clientèle de la noblesse et s'installa à Londres. Les nombreuses guérisons miraculeuses qu'il s'attribuait furent attestées par des médecins ou membres de la Royal Society d'époque comme Robert Boyle, John Willis ou John Sydenham. Il échoua lors d'une démonstration publique en présence du roi Charles II d'Angleterre et retourna alors en Irlande en 1666.
En 1666, David Lloyd publie un pamphlet contre Greatrakes :  Wonders no Miracles: or Mr. Valentine Greatrakes's Gift of Healing examined, Londres, Samuel Speed, 1666. Greatrakes répond la même année par une autobiographie intitulée A Brief Account of Mr. Valentine Greatrakes, and Diverse of the Strange Cures by Him Lately Performed. 
De nos jours, le nom de Valentine Greatrakes n'est plus guère connu, mais sa vie et le contexte de l'époque restent étudiés par les historiens.
Christopher Andrews (2012) écrit page 28 et suivantes que « Valentine Greatrakes était une énigme, tant pour les hommes de son temps que les historiens modernes. [...] La société du XVIIe était perplexe et fascinée par l'Irish Stroker ». Pour lui, le succès et la célébrité de Greatrakes tenaient à divers facteurs : son désintérêt apparent pour l'argent, son recours à la foi, son rituel et sa mise en scène, le choix de ses patients (il écartait les cas qu'il jugeait incurables), tout autant que l'effet placebo et le hasard (guérisons naturelles). Son apparent succès intrigua ainsi les scientifiques et médecins les plus renommés de la Royal Society, à l'époque où le rapport entre la science, la philosophie et la foi était sujet de grand débat.

### Revues
- (en) Joseph Cope, « The Irish Stroker and the King: Valentine Greatrakes, Protestant Faith Healing, and the Restoration in Ireland », Éire-Ireland, vol. 46, t. 3-4,‎ hiver 2011 (lire en ligne)
- (en) Barbara Beigun Kaplan, « Greatrakes the Stroker: The Interpretations of His Contemporaries », Isis, vol. 73, t. 2,‎ juin 1982, p. 178-185 (lire en ligne)
- (en) A. Bryan Laver, « Miracles No Wonder! The Mesmeric Phenomena and Organic Cures of Valentine Greatrakes », Journal of the History of Medicine and Allied Science, vol. XXXIII, t. 1,‎ 1978, p. 35-46

### Ouvrages
- (en) Eamon Duffy, « Valentine Greatrakes, the Irish Stroker: Miracle, Science, and Orthodoxy in Restoration England », dans Keith Robbins, Religion and Humanism, The Ecclesiastical History Society (Oxford), 1981, p. 251-273
- (en) Rosemary Guiley, The Encyclopedia of Magic and Alchemy, Infobase Publishing, 2006, 370 p. (ISBN 978-1-4381-3000-2, lire en ligne), p. 121
- (en) Leonard Pitt, A Small Moment of Great Illumination : Searching for Valentine Greatrakes, The Master Healer, Counterpoint Press, 2006, 214 p. (ISBN 978-1-59376-126-4, lire en ligne)
- (en) Christopher Andrews, Kings, Bastards, and Enthusiasts : Touching for the Evil in Restoration England, Université Rutgers, 2012 (lire en ligne)